# Adetomeris microphthalma
Adetomeris microphthalma är en fjärilsart som beskrevs av Izquierdo 1895. Adetomeris microphthalma ingår i släktet Adetomeris och familjen påfågelsspinnare. Inga underarter finns listade i Catalogue of Life.